# 판매비와 관리비
판매비와관리비(販賣費와管理費,selling and administrative expenses,S&A) 또는 판매비와 일반관리비(SGA,Selling, General and Administrative Expenses,SAG)는 제품, 상품 등의 판매활동과 기업의 관리활동에서 발생하는 비용으로서 매출원가에 속하지 않는 모든 영업비용을 말한다. 복리후생비, 광고비, 접대비 등이 있다.

## 종류
| 계정과목                     | 설명                                                             | 비고                                                                |
| ---------------------------- | ---------------------------------------------------------------- | ------------------------------------------------------------------- |
| 임차료(賃借料)               | 건물, 토지 등을 빌리고 내는 사용료                               | 자동차 대여비, 건물 대여비, 사무실 대여비 등                        |
| 수수료비용(手數料費用)       | 용역을 제공받고 내는 수수료                                      | 매각수수료 등                                                       |
| 급여(給與)                   | 종업원들에게 주는 월급                                           | 일용직의 경우 잡급(雜給)으로 처리                                   |
| 여비교통비(旅費交通費)       | 장거리 출장에 사용되는 비용                                      | 출장 시 사용되는 식비, 숙박비, 버스 요금, 철도 요금, 비행기 요금 등 |
| 통신비(通信費)               | 통신에 드는 비용                                                 | 전화, 우편, 등기, 인터넷 등                                         |
| 수도광열비(水道光熱費)       | 수도와 조명, 난방에 쓰이는 비용                                  | 수도, 전기, 가스 등                                                 |
| 세금과공과금(稅金과公課金)   | 세금과 공과금                                                    | 재산세, 자동차세, 상공회의소회비, 적십자회비 등                     |
| 보험료(保險料)               | 보험에 가입하고 내는 비용                                        | 화재 보험, 자동차 보험 등                                           |
| 광고선전비(廣告宣傳費)       | 광고와 선전에 쓰이는 비용                                        | 상품 광고, 직원 모집 광고 등                                        |
| 운반비(運搬費)               | 상품을 운송하는 데 쓰이는 비용                                   | 판매 목적 운송                                                      |
| 차량유지비(車輛維持費)       | 영업용 차량을 사용하는 데 쓰이는 비용                            | 유류대금, 수선비, 유료주차장 요금, 엔진 오일 등                     |
| 도서인쇄비(圖書印刷費)       | 책과 신문, 잡지 구독에 쓰이는 비용                               | 신문 구독료, 도서 구입비, 명함 인쇄비, 도장 구매 비용               |
| 교육훈련비(敎育訓鍊(訓練)費) | 임직원의 직무능력 향상을 위한 교육 및 훈련에 쓰이는 비용         | 훈련기관 훈련, 학원 수강료 등                                       |
| 복리후생비(福利厚生費)       | 임직원의 복리와 후생을 위하여 쓴 비용                            | 식대보조금, 경조금, 축의금 등                                       |
| 접대비(接待費)               | 회사 업무와 관련하여 고객과 거래처를 접대하는 데 쓰이는 비용     | 거래처 사장의 경조금 및 축의금, 식사비 등                           |
| 수선비(修繕費)               | 고장나거나 오래된 건물, 기계장치 등을 수리하는 데 쓰이는 비용    | 건물, 기계장치, 컴퓨터 등의 수리비                                  |
| 대손상각비(貸損償却費)       | 매출채권을 돌려받을 수 없을 경우 발생하는 비용                   | 거래처 파산으로 인한 외상매출금 회수 불가 등                        |
| 감가상각비(減價償却費)       | 토지를 제외한 유형자산의 노후화로 인한 가치 감소로 발생하는 비용 | 차량운반구의 노후화로 인한 감가상각 등                              |

## 같이 보기
- GAAP